# John de Mowbray (2e baron Mowbray)
John de Mowbray (4 septembre 1286 - 23 mars 1322), 2e baron Mowbray, est un noble et rebelle anglais.

## Biographie

### Origines, jeunesse et mariage
John est le fils de Robert de Mowbray et de son épouse Rohese de Clare, fille de Richard de Clare. Il est encore mineur à la mort de son père en 1297. L'année suivante, il épouse au château de Swansea Aline, fille aînée de son gardien Guillaume VII de Briouze. Briouze a déboursé pour le mariage une somme de 500 marcs.

### Au service de la couronne
Le 22 mai 1306, Mowbray est l'un de ceux adoubés par le prince Édouard de Caernarfon au cours de la Fête des cygnes. Le 1er juin suivant, Mowbray est autorisé à réclamer l'héritage paternel. Le 26 août 1307, il reçoit sa première convocation au Parlement d'Angleterre. Le 25 février 1308, il est présent au couronnement d'Édouard II. À la suite du décès de Roger Lestrange, second époux de sa grand-mère paternelle Maud de Beauchamp, John de Mowbray hérite enfin en 1311 des terres de son arrière-grand-père William de Beauchamp dans le Bedfordshire, le Buckinghamshire, le Cambridgeshire et le Kent. Malgré ces possessions nouvellement acquises dans le sud de l'Angleterre et l'héritage possible des terres de son beau-père William de Braose au sud du Pays de Galles, Mowbray s'intéresse principalement à ses possessions dans le nord de l'Angleterre. En 1306, il participe activement à la campagne militaire anglaise en Écosse et soutient celles du roi Édouard II en 1308 et 1309. À ces occasions, Mowbray est nommé shérif du Yorkshire et gouverneur d'York. Il détient par ailleurs le poste de gardien des Marches écossaises à Carlisle.

### Succession de Gower
En 1316, Mowbray s'assure de son beau-père Guillaume de Briouze la remise des terres de Haynes, de Stotfold et Willington dans le Bedfordshire. La même année, Briouze, dont le fils unique est déjà mort, accepte de transférer ses propriétés dans le Sussex à sa fille Aline et son gendre Mowbray. La situation concernant la péninsule de Gower reste toutefois incertaine. En effet, Briouze a promis au cours des années précédentes Gower à plusieurs bénéficiaires dont John de Mowbray, Humphrey de Bohun, 4e comte de Hereford, Hugues le Despenser et Roger Mortimer, 3e baron Mortimer de Wigmore. Mowbray prend possession de Gower à la fin de l'année 1319 pour protéger ses droits. Le favori du roi Hugues le Despenser, qui possède déjà le Glamorgan et désire imposer son hégémonie dans les Marches, demande à Édouard II de lui céder Gower en lieu et place du bénéficiaire. En octobre 1320, Édouard confisque Gower sous prétexte que Briouze l'a donné à son gendre Mowbray sans l'autorisation royale et nomme son favori Hugues le Despenser gardien du domaine. Les autres seigneurs des Marches galloises font part de leur mécontentement, en justifiant leur opposition par le fait que l'excuse invoquée par le roi n'est pas applicable, puisque le droit anglais ne s'applique pas dans les Marches. En conséquence, les rivaux de Mowbray au sujet de l'héritage de Gower se liguent autour de lui, afin de contrer l'expansionnisme de Despenser dans les Marches.

### Rébellion et mort
Soucieux de préserver leurs domaines, les seigneurs des Marches entrent en rébellion en mai 1321 et mènent des raids dans les possessions de Despenser. Ils capturent le shérif John Iweyn, qui sert les intérêts de Despenser. Comme Iweyn était auparavant au service de Guillaume de Briouze, John de Mowbray ordonne qu'il soit exécuté pour sa traîtrise. Malgré sa fidélité passée envers le roi, Mowbray rejoint les autres barons du royaume lorsqu'ils réclament au Parlement d'août 1321 l'exil permanent d'Hugues le Despenser. Malgré un court répit, les hostilités reprennent à l'automne 1321. Après avoir sans succès défendu le château de Tickhill contre les troupes royales, Mowbray rejoint le comte Thomas de Lancastre en janvier 1322. Le roi ordonne le 11 mars 1322 l'arrestation de Mowbray. Ce dernier est présent à la bataille de Boroughbridge quelques jours plus tard, lors de laquelle les rebelles sont écrasés et le comte de Hereford tué. Mowbray est capturé le 17 mars avec Thomas de Lancastre par les troupes royales. Le 23 mars 1322, John de Mowbray est pendu avec Roger de Clifford à York sur ordre d'Édouard II pour haute trahison. Il est inhumé à l'abbaye de Fountains.

## Mariage et descendance
John de Mowbray épouse en 1298 Aline de Briouze, fille de Guillaume VII de Briouze. Ils ont deux fils :
- John (1310-1361), qui hérite des terres de son père ;
- Alexandre (1314-1391).

L'épouse de John de Mowbray et ses deux fils sont incarcérés sur ordre du roi à la Tour de Londres. Ils n'en sortiront qu'en 1326, après l'exécution de Hugues le Despenser et la déposition d'Édouard II. La sentence à l'encontre de John de Mowbray est cassée peu après par le Parlement à titre posthume. Son fils aîné John hérite alors de ses biens ainsi que de Gower.